# ساینیابولی
ساینیابولی (به لاتین: Sainyabuli) یک شهر در لائوس است که در استان ساینیابولی واقع شده‌است.

## خصوصیات
ساینیابولی ۱۶٬۲۰۰ نفر جمعیت دارد.